# Трусово (Орехово-Зуевский район)
Тру́сово — деревня в Орехово-Зуевском муниципальном районе Московской области. Входит в состав сельского поселения Малодубенское. Население — 47 чел. (2010).

## География
Деревня Трусово расположена в северной части Орехово-Зуевского района, примерно в 6 км к северу от города Орехово-Зуево. Высота над уровнем моря 124 м. Рядом с деревней протекает реки Мысовка и Сафониха. Ближайший населённый пункт — деревня  Малая Дубна.

## Название
Название связано с некалендарным личным именем Трус.

## История
В XIX — начале XX века деревня входила в Покров-Слободскую волость Покровского уезда Владимирской губернии и относилась к Житенинскому приходу.
В 1926 году деревня входила в Поточинский сельсовет Покровской волости Орехово-Зуевского уезда Московской губернии.
С 1929 года — населённый пункт в составе Орехово-Зуевского района Орехово-Зуевского округа Московской области, с 1930-го, в связи с упразднением округа, — в составе Орехово-Зуевского района Московской области.
До муниципальной реформы 2006 года Трусово входило в состав Малодубенского сельского округа Орехово-Зуевского района.

## Население
В 1905 году — 149 человек, 31 двор.

В 1926 году в деревне проживало 165 человек (70 мужчин, 95 женщин), насчитывалось 32 крестьянских хозяйства. 
По переписи 2002 года — 47 человек (22 мужчины, 25 женщин).
| 1926 | 2002 | 2006 | 2010 |
| ---- | ---- | ---- | ---- |
| 165  | ↘47  | ↘39  | ↗47  |